# Nauplius smithii
Nauplius smithii, comummente conhecida como macela-de-gordo  é um arbusto endémico de Cabo Verde, encontrado apenas no Monte Gordo, na ilha de São Nicolau. Tem a forma de tufo e pode atingir até 0,8 m de altura. Produz flores amarelas, pequenas e em grande número, agrupadas em rosetas florais arredondadas.

## Etimologia
Quanto ao nome científico desta espécie:
- O nome genérico, Nauplius, provém do grego clássico, ναύπλιος , e servia para aludir a certos tipos de crustáceos, no seu estado larval.[2]

- O epíteto específico, smithii, provém do neolatim, tratando-se de uma adaptação alatinada da palavra inglesa "Smith", comummente utilizada para aludir a naturalistas com esse apelido.[3]